# 亨利·索耶

亨利·索耶

亨利·华盛顿·索耶三世（英語：Henry Washington Sawyer III，1918年12月23日—1999年7月31日）是生于費城的美国律师、民权活动家和政治家，曾于第二次世界大战期间在美國海軍服役。索耶退伍后返回宾夕法尼亚大学法学院就读，之后成为企业律师，以倡导公民自由、特别是第一修正案权利闻名。索耶通过“阿宾顿学区诉谢默普案”和“莱蒙诉库兹曼案”两度走上美国最高法院辩论并胜诉，这两起案件至今仍是第一修正案政教分离条款的判例基石。
索耶本是共和党人，但因对费城共和党政治机器的腐败深感失望转投民主党怀抱。20世纪60年代非裔美国人民权运动期间，他在费城和南部推动民权事业，先后把费城警察局、警察总监和市长告上法庭，被杂志称为市长的十大劲敌之一后还为此深感自豪。他曾在费城市议会任职四年，推动立法增加该市的公共美术预算。

## 早年经历
索耶于1918年生于费城，父亲是亨利·华盛顿·索耶二世（Henry Washington Sawyer II），母亲叫海伦·库里特·索耶（Helen Curet Sawyer）。索耶一家是贵格会信徒，但也有服兵役的传统，南北战争期间他的祖父亨利·华盛顿·索耶（一世）就曾加入新泽西第一志愿骑兵团。内战结束后，索耶一世成为新泽西州开普梅查方特酒店业主。索耶二世死于1918年流感大流行，索耶三世两个月后在费城日耳曼敦（Germantown）出生并由在学校任教的母亲养大。他在栗山学院念高中，1936年毕业，然后进入宾夕法尼亚大学并为《宾夕法尼亚人日报》（The Daily Pennsylvanian）撰稿，还加入ΖΨ兄弟会，是美国大学优等生荣誉学会成员。
1940年毕业后，索耶进入宾夕法尼亚大学法学院深造。第二次世界大战爆发后，他进入美国海军服役，曾参与大西洋和太平洋战场行动，但事后表示极少参与实战。索耶从军的大部分时间都在帕托卡号（Patoka）补给舰度过，后于1945年7月转至天鹅号（Swan）扫雷舰并服役至同年12月。战争结束后，他回到法学院并于1946年迎娶格雷斯·斯库尔（Grace Scull），再于1948年毕业。索耶和斯库尔的婚姻一直持续到1999年女方去世，两人育有二子一女，分别叫乔纳森（Jonathan）、亨利（Henry）和丽贝卡（Rebecca）。

## 律师生涯
索耶毕业后加入德林克比德尔和瑞恩（Drinker Biddle & Reath）律师事务所，并在这一直工作到退休。加入该司后不久，他获派临时出任奥马利案（O'Malley Case）的助理地方检察官（当时费城地方检察官办事处大部分工作人员都是按需从各律师事务所请来兼职），针对费城的政治腐败发起诉讼。索耶与助理检察官勒梅尔·布拉多克·斯科菲尔德（Lemuel Braddock Schofield）共同协助首席检察官劳伦斯·霍华德·埃尔德雷奇（Laurence Howard Eldredge），起诉约翰·奥马利（John J. O'Malley）担任地方法院首席法官期间犯下206起渎职罪，最终奥马利在1948和1949年两次庭审的结果都是罪名不成立。1950年朝鲜战争爆发，索耶应召回归海军，之后在欧洲服役，于1953年返回费城。
索耶担任律师期间主要关注公司法领域的民事诉讼，这也是他最擅长的领域。他还在公民自由方向投入大量时间并因此更加出名，但这类案件的酬劳不够理想。1953年，他成为“合众国诉库兹马案”（United States v. Kuzma）的其中一名志愿（无偿）辩护律师，被告因同情共产主义而触犯史密斯法案，该法禁止任何人倡导推翻美国政府。被告被判罪名成立，但美国最高法院在1957年“耶茨诉合众国案”（Yates v. United States）中裁定史密斯法案违宪，进而推翻库兹马案判决。
1961年，索耶接手“多伊奇诉合众国案”（Deutch v. United States），又一次站在被控支持共产主义的民众一方。当事人伯恩哈德·多伊奇（Bernhard Deutch）是宾夕法尼亚大学研究生，1954年受到众议院非美活动调查委员会传唤，他回答委员会提出的大部分问题，交待他在康奈尔大学就读本科期间加入共产党的经历，但拒绝透露其他党员身份，声称这与他的道德准则抵触。委员会裁定多伊奇蔑视国会，联邦地区法院维持裁决，哥伦比亚特区联邦巡回上诉法院认可下级法院裁定，索耶又向最高法院上诉。但他自己也没想到的是，最高法院受理后推翻政府对多伊奇的定罪，理由是政府未能证明多伊奇拒绝回答的问题与委员会调查主题有关。索耶去世后，法官斯图尔特·达尔泽尔（Stewart Dalzell）撰文指出，正是索耶的巧妙论证说服最高法院推翻多伊的定罪。

### 阿宾顿学区诉谢默普案

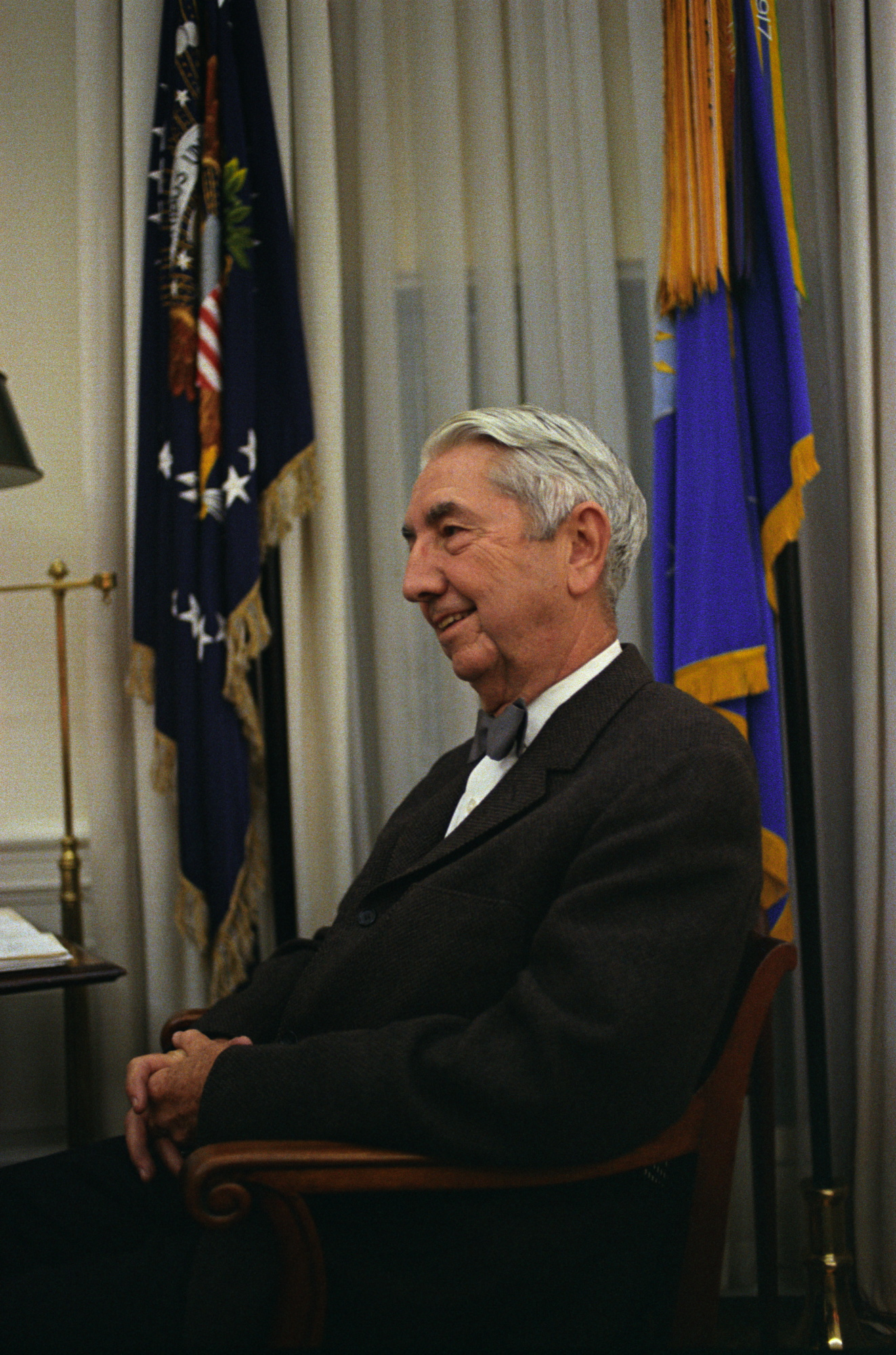
大法官汤姆·克拉克起草“阿宾顿学区诉谢默普案”的法院意见书

1957年，宾夕法尼亚州法律要求公立学校学生每天上课前先阅读圣经条文。蒙哥马利县的阿宾顿学区新增规定，要求学生念诵主祷文。当地许多一神论者反对学区做法并抗议，学生埃勒里·谢默普（Ellery Schempp）及家人为此联络美国公民自由联盟。谢默普的父母认为，要求校园祈祷的法律违反美国宪法第一和第十四条修正案。索耶此时是美国公民自由联盟费城分部的董事会主席（之后成为首席法律顾问），他的诉讼能力和技巧、以及此前多伊奇案胜诉的经历，都让联盟律师确信他是接手此案的最佳人选。索耶接过案卷后向联邦地区法院递交诉状。
据路易斯·海尔普林·波拉克（Louis H. Pollak）法官1999年撰文记载，索耶在此案中的诉讼策略是：第十四条修正案已经明确第一条修正案对各州同样有约束力，法律要求学生阅读圣经，无论是否还要诵读主祷文都同时违反第一条修正案的政教分离条款和信教自由条款。1958年，联邦地区法院三名法官开始审理，法庭判决书由小约翰·比格斯（John Biggs, Jr.）法官执笔，同意索耶的观点。宾夕法尼亚州议会于是变更法律，允许学生自选决定是否要在朗读圣经时离开教室。但法院在1962年开庭审理后再度由比格斯法官撰写判决书，裁定州议会修改后的法律仍然违宪，因为该法容许“公立学校开展宗教仪式”。
阿宾顿学区上诉后，索耶再次走上最高法院辩论。1963年6月17日，最高法院以八比一的投票结果维持联邦地区法院判决，裁定宾夕法尼亚州的校园祈祷法违宪。大法官汤姆·克拉克起草的法庭意见之后成为政教分离条款判例的核心：“政教分离条款的根本限制，就是法律必须具有世俗的立法目的；法律的主要或首要效果必须是既不促进也不限制宗教。”波拉克法官认为，索耶在联邦地区法院的论证就为胜利打下坚实基础：“显然，诉讼大师在审理法院栽下的种子到上诉时终于结出成熟的果实”。

### 莱蒙诉库兹曼案
数年后，索耶通过“莱蒙诉库兹曼案”）进一步拓宽第一条修正案在州法层面的应用范围。1968年，宾夕法尼亚州颁布《非公立中小学教育法》，允许州政府补偿非公立中小学除教授宗教以外的教育开支。虽然该法明确禁止州政府赞助学校“以任何形式教导宗教教义、教派道德和崇拜”，但民权活动家奥尔顿·莱蒙认为，该法实质上为州政府资助宗教学校敞开大门，所以违反政教分离条款。索耶接手案件并向联邦地区法院起诉。
三名法官判决原名败诉，伊曼纽尔·麦克·特劳特曼（Emanuel Mac Troutman）执笔的判决书指出，根据谢默普案确立的规则，州议会具有“世俗的”立法目的，而且条文明确说明不会资助宗教。索耶向最高法院上诉，最高法院于1970年发出“调卷令”。1971年6月28日，最高法院判决索耶一方胜诉，宾夕法尼亚州法律违宪。首席大法官沃伦·厄尔·伯格撰写代表七位大法官的多数意见，重申谢默普案原则的同时，还强调法律必须防止政府“过分地”卷入宗教事务。
莱蒙案的判决结果至今仍是确定各州行为是否违反政教分离条款的核心，根据裁决，不违反政教分离条款的法律必须具有世俗的立法目的，主要效果不能促进或限制任何宗教，而且不会导致政府过度卷入宗教事务。索耶此后成为全国闻名的上诉律师。大法官小威廉·布倫南曾于1988年对索耶表示：“没有多少律师像你这么能说”。

## 地方政治
索耶和夫人在20世纪40年代都是共和党人，但因亲眼见证所在选区及费城全市范围普遍存在的政治腐败和选民欺诈，两人对党组织深感失望并加入小约瑟夫·克拉克（Joseph S. Clark, Jr.）和理查森·迪尔沃思（Richardson Dilworth）领导的改革阵营。克拉克和迪尔沃思联合民主党、无党派人士，以及像索耶这样不满的共和党人对抗他们眼中腐败到无可救药的党派政治机器。1949年，索耶进入民主党委员会，克拉克和迪尔沃思都在竞选中拿下公务员席位。
索耶在海外服役期间，改革派联盟在1951年费城市政选举中大获全胜，结束共和党统治费城政坛长达67年的历史。返回费城后，克拉克市长邀请他竞争1955年的市议会全体选民代表席位。根据有限投票制，每个政党可以提名五人竞选全体选民代表，每个选民最多只能投票支持五人，这样任何政党最多能赢得七个席位中的五席，少数党争夺余下两席。索耶赢得议席后任职四年，在此期间支持立法设立费城“百分之一美术”计划，要求中心城（Center City）的建设项目开支要抽出一个百分点用于公共美术项目。他还一度争取设立警察审查委员会，法案虽未获市议会通过，但委员会后来由詹姆斯·休·约瑟夫·泰特（James Hugh Joseph Tate）市长经行政命令设立。
索耶有时会与民主党组织立场相左，特别是在市宪章修正案方面。1956年，议会提出削弱公务员保护的修正案，索耶公开反对提案并拒绝服从党派多数意见，但修正案在市议会还是得到所需的三分之二多数赞同，只需民众多数认可便能生效。宾夕法尼亚州最高法院裁定部分修正案违宪，其他条款也未通过四月的全民公投。这些分歧导致费城民主党委员会不愿表态支持索耶1959年竞选连任，离任后他做回律师老本行。1965年，任美国民主行动协会东南费城分会主席的索耶带领部分民主党人公开表态支持共和党候选人阿伦·斯佩克特（Arlen Specter）出任费城地方检察官。

## 公民权利代言人
除司法和政治议题外，索耶还关注非裔美国人面临的困境，成为民权运动的参与者。据朋友兼律师同僚阿林·亚当斯（Arlin M. Adams）回忆，索耶“对南方黑人的遭遇深感忧虑”。1965年，他前往亚拉巴马州塞尔玛协助登记黑人选民，还在密西西比州为被控违反地方法令的维权人士打官司。得知警察学院以不公平的理由拒绝黑人入学申请后，他又把费城警察局及警察总监弗兰克·里佐（Frank Rizzo）告上法庭。前后近十年间，索耶共在一系列案件中代表九名黑人申请者，促使法院最终下令警局必须采取措施，确保警队人员的种族构成更加多样化。1972年，他再度起诉里佐（此时已当上费城市长）以不当手段处理该市工人的退休基金。据索耶的长子乔纳森1999年回忆：“有杂志登出里佐的十大劲敌，我爸就在其中，他对此非常自豪”。

## 晚年
索耶曾在许多公民组织的董事会任职，包括费城世界事务理事会、主教医院、特拉华河港务局和费尔蒙特公园美术协会（Fairmount Park Art Association）。他热爱爵士乐，曾主持爵士广播节目，在母校宾夕法尼亚大学教导爵士课程。夫人格雷斯于1999年5月辞世后，亨利·华盛顿·索耶三世也在同年7月31日因肺癌谢世，享年81岁。

### 脚注
1. ↑  SSA 1999.
2. ↑  Tribune 1893.
3. ↑  Fox 2011，第7–20頁; Coleman 1999，第11頁.
4. ↑  Inquirer 1918.
5. 1 2 3 4  WMP 1976，第1頁.
6. 1 2 3 4 5 6 7 8 9 10 11 12  Pray 1999.
7. 1 2  Adams 1999，第2頁.
8. 1 2  PVCA 2015.
9. ↑  Wister 1946.
10. ↑  WMP 1976，第5頁.
11. ↑  Binzen & Binzen 2014，第113頁.
12. 1 2  Inquirer 1949.
13. ↑  WMP 1976，第4–5頁.
14. 1 2 3 4  Adams 1999，第4頁.
15. ↑  Dalzell 1999，第16–17頁.
16. ↑  Adams 1999，第2–3頁.
17. ↑  354 U.S. 298 (1957)
18. ↑  United States v. Kuzma, 249 F.2d 619 (3rd Cir. 1959).
19. ↑  367 U.S. 456 (1961)
20. 1 2  Deutch v. United States, 367 U.S. 456 (1961).
21. ↑  Dalzell 1999，第18頁.
22. 1 2  Dalzell 1999，第19頁.
23. ↑  Dalzell 1999，第20頁.
24. ↑  Dalzell 1999，第21–23頁.
25. ↑  Pollak 1999，第26–27頁.
26. ↑  Solomon 2007，第63–64頁.
27. ↑  Solomon 2007，第66頁.
28. ↑  Pollak 1999，第28頁.
29. ↑  Pollak 1999，第29頁.
30. ↑  Pollak 1999，第30頁.
31. ↑  Pollak 1999，第32頁.
32. ↑  Pollak 1999，第35頁.
33. 1 2 3 4  白雪峰 2013，第218頁.
34. ↑  Abington School District v. Schempp, 374 U.S. 203 (1963).
35. ↑  Pollak 1999，第26頁.
36. ↑  Pollak 1999，第37頁.
37. ↑  Pollak 1999，第37–38頁.
38. ↑  Pollak 1999，第38頁.
39. ↑  Pollak 1999，第38–39頁.
40. ↑  Pollak 1999，第39頁.
41. ↑  Pollak 1999，第41頁.
42. ↑  Lemon v. Kurtzman, 403 U.S. 602 (1971).
43. ↑  Kritzer & Richards 2003，第830頁.
44. ↑  Kritzer & Richards 2003，第829頁.
45. ↑  Pollak 1999，第44頁.
46. 1 2  WMP 1976，第2頁.
47. 1 2  WMP 1976，第3–4頁.
48. ↑  Reichly 1959，第13頁.
49. ↑  WMP 1976，第6頁.
50. ↑  WMP 1976，第19頁.
51. ↑  WMP 1976，第8頁.
52. ↑  WMP 1976，第9頁.
53. ↑  Council Puts Ripper Up In Primary.
54. ↑  Schraga 1956.
55. ↑  Miller 1959.
56. ↑  Goulden 1965，第8頁.
57. 1 2 3  Adams 1999，第3–4頁.
58. ↑  WMP 1976，第20–21頁.

### 书目和期刊
- Binzen, Peter; Binzen, Jonathan. . Philadelphia, Pennsylvania: Camino Books. 2014. ISBN 978-1-933822-86-0.
- Fox, Karen. . Cape May, New Jersey: Exit Zero Publishing. 2011  [2020-06-26]. ISBN 978-0-9830768-3-4. （原始内容存档于2021-02-06）.
- Reichly, James. . A report to the Fund for the Republic. New York, New York: Fund for The Republic. 1959  [2020-06-26]. OCLC 994205. （原始内容存档于2021-01-05）.
- Solomon, Stephen D. . Ann Arbor, Michigan: University of Michigan Press. 2007  [2020-06-26]. ISBN 978-0-472-10837-4.
- Adams, Arlin M. . University of Pennsylvania Law Review. 1999-11, 148 (1): 1–5. JSTOR 3312855.
- Coleman, William T. . University of Pennsylvania Law Review. 1999-11, 148 (1): 7–14. JSTOR 3312856.
- Dalzell, Stewart. . University of Pennsylvania Law Review. 1999-11, 148 (1): 15–24. JSTOR 3312857.
- Kritzer, Herbert M.; Richards, Mark J. . Law & Society Review. 2003-12, 37 (4): 827–840. JSTOR 1555154. doi:10.1046/j.0023-9216.2003.03704005.x.
- Pollak, Louis H. . University of Pennsylvania Law Review. 1999-11, 148 (1): 25–44. JSTOR 3312858.
- 白雪峰. . 舒丹  (编). . 2018.11重印 3. 北京: 中国法制出版社. 2013-01: 209–219. ISBN 9787801821386.

### 报纸和网页
- . New York Tribune. 1893-10-17: 7  [2020-06-26]. （原始内容存档于2021-02-06） –Newspapers.com.
- . The Philadelphia Inquirer. 1918-10-17: 14  [2020-06-26]. （原始内容存档于2021-02-06） –Newspapers.com.
- Wister, Jane. . The Philadelphia Inquirer. 1946-12-10: 20  [2020-06-26]. （原始内容存档于2021-02-06） –Newspapers.com.
- . The Philadelphia Inquirer. 1949-02-03: 1, 2  [2020-06-26]. （原始内容存档于2021-02-06） –Newspapers.com.
- Schraga, Saul. . The Philadelphia Inquirer. 1956-02-24: 1, 11  [2020-06-26]. （原始内容存档于2021-02-06） –Newspapers.com.
- Schraga, Saul. . The Philadelphia Inquirer. 1956-04-25: 1, 4  [2020-06-26]. （原始内容存档于2021-02-06） –Newspapers.com.
- Miller, Joseph H. . The Philadelphia Inquirer. 1959-02-07: 7  [2020-06-26]. （原始内容存档于2021-02-06） –Newspapers.com.
- Goulden, Joseph C. . The Philadelphia Inquirer. 1965-11-03: 1, 8  [2020-06-26]. （原始内容存档于2021-01-23） –Newspapers.com.
- Pray, Rusty. . The Philadelphia Inquirer. 1999-08-04: B-4  [2020-06-26]. （原始内容存档于2021-02-06） –Newspapers.com.
- . Walter Massey Phillips Oral Histories. Temple University Special Collections Oral Histories Repository. 1976-10-19  [2020-06-26]. （原始内容存档于2020-10-04）.
- . Ancestry.com. Pennsylvania Historical and Museum Commission. 2015  [2017-09-08].
- . Ancestry.com. Social Security Administration. 1999  [2017-05-25].